# Vesna Pešić
Vesna Pešić (Grocka kod Beograda, Srbija, 6. svibnja 1940. godine) je srbijanska političarka i bivša zastupnica Liberalno-demokratske partije u Skupštini Srbije.
Tijekom 1996. i 1997. godine, zajedno s Vukom Draškovićem i Zoranom Đinđićem, predvodila je oporbenu koaliciju "Zajedno" u tromjesečnim prosvjedima širom Srbije koji su izbili zbog krađe na lokalnim izborima.
Bila je veleposlanica SR Jugoslavije, zatim Srbije i Crne Gore u Meksiku od 2001. do 2005. godine.
Od 2007. je bila članica Političkog odbora Liberalno-demokratske partije i zastupnica u Narodnoj skupštini Republike Srbije. 
Godine 2011. podnijela je ostavku na članstvo u LDP (postala je novisna zastupnica) nakon kontroverzne izjave predsjednika LDP-a Čede Jovanovića  u raspravi u Skupštini o tzv. "afričkim kanibalima" poslije koje su prosvjedovali veleposlanici afričkih zemalja u Republici Srbiji, gdje je Jovanović kritizirao stav srpske vlade u svezi intervencije SAD i saveznika u Libiji te je rekao da ministar Vuk Jeremić  "umjesto da odlazi kanibalima u Africi, trebao bi reagirati na stradanja civila u Libiji".
Potpisnica je Deklaracije o zajedničkom jeziku, u kojoj se tvrdi da se u Hrvatskoj, Bosni i Hercegovini, Srbiji i Crnoj Gori govore nacionalne standardne varijante zajedničkog policentričnog standardnog jezika.
Njezina sestra Stanislava Pešić bila je poznata glumica.

## Vanjske poveznice
- Biografija  Arhivirana inačica izvorne stranice od 3. ožujka 2012. (Wayback Machine)
- Liberalno - demokratska partija
- Vesna Pešić: Članak u listu Pres 2. rujna 2010.  Arhivirana inačica izvorne stranice od 23. svibnja 2012. (Wayback Machine)
- Vesna Pešić: Članak u Večernjim novostima 8. veljače 2012.